# Ryu Jun-yeol
Ryu Jun-yeol (hangeul: 류준열; Suwon, 25 settembre 1986) è un attore sudcoreano.

## Filmografia

### Cinema
- Socialphobia, regia di Hong Seok-jae (2015)
- Robot, So-ri, regia di Lee Ho-jae (2016)
- Glory Day, regia di Choi Jeong-yeol (2016)
- A Taxi Driver, regia di Jang Hoon (2017)

### Televisione
- Producer – serie TV (2015)
- Eungdaphara 1988 – serie TV (2015-2016)
- Unppal romance – serie TV (2016)
- The 8 Show (더에이트쇼) - serie TV (2024)
- Alienoid [Rakuten TV]

## Riconoscimenti
| Anno | Premio                          | Categoria                | Opera nominata   | Risultato       |
| ---- | ------------------------------- | ------------------------ | ---------------- | --------------- |
| 2015 | KAFA FILMS 2015                 | Rising Star              | Socialphobia     | Vincitore/trice |
| 2016 | 2016 First Brand Awards         | Special Award for Figure | Eungdaphara 1988 | Vincitore/trice |
| 2016 | 11th Max Movie Best Film Awards | Best Film                | Socialphobia     | Vincitore/trice |
| 2016 | 11th Max Movie Best Film Awards | Rising Star              | Socialphobia     | Vincitore/trice |

## Doppiatori italiani
Nelle versioni in italiano delle opere in cui ha recitato, Ryu Jun-yeol è stato doppiato da:
- Paolo Carenzo in The Taxi Driver
- Manuel Meli in The 8 Show